# لوک مور
لوک مور (انگلیسی: Luke Moore؛ زادهٔ ۱۳ فوریهٔ ۱۹۸۶) یک بازیکن فوتبال اهل انگلستان است.